# Lehmke
Lehmke ist ein Ortsteil der Gemeinde Wrestedt im niedersächsischen Landkreis Uelzen. Der Ort wurde erstmals 1227 in einer Urkunde des Klosters Ebstorf erwähnt.

## Geografie und Verkehrsanbindung
Der Ort liegt nordöstlich des Kernbereichs von Wrestedt.
Am westlichen Ortsrand fließt die Esterau, ein rechter Nebenfluss der Stederau.
Nördlich verläuft die B 71 und westlich der Elbe-Seitenkanal.

## Sehenswürdigkeiten

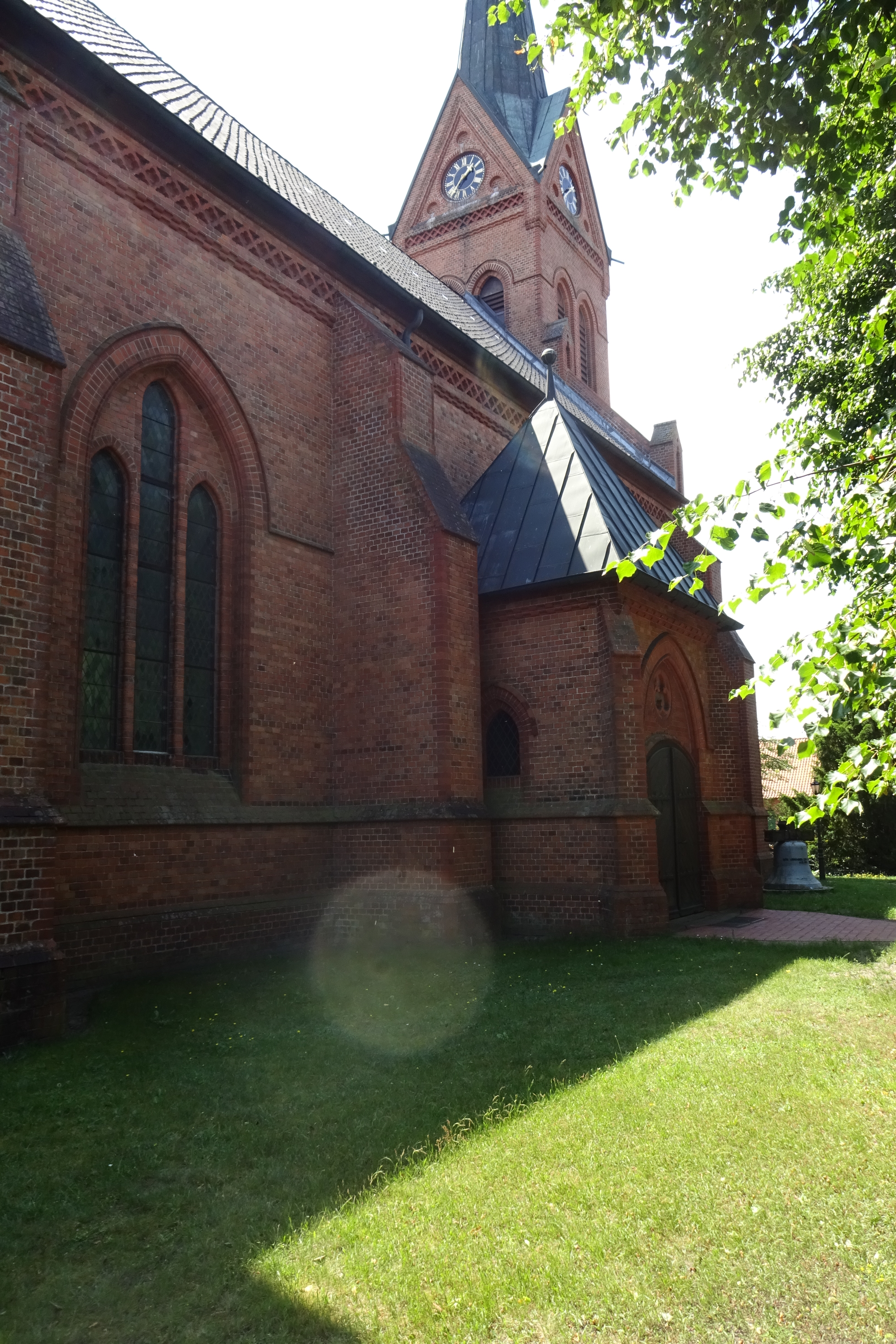
Kirche in Lehmke

Die evangelische Kirche St. Dionysius ist ein einschiffiger neugotischer Backsteinbau aus dem Jahr 1898. Der große Schnitzaltar stammt aus der Mitte des 15. Jahrhunderts; 1890 wurde er mit kleineren Ergänzungen restauriert. Die Orgel aus dem Jahr 1897 stammt aus dem Orgelbaubetrieb  P. Furtwängler & Hammer.